# Luke Pasqualino
Luca Giuseppe „Luke“ Pasqualino (* 19. února 1990 Peterborough, Cambridgeshire, Spojené království) je britský herec. Mezi jeho nejznámější role patří Freddie McClair v seriálu Skins a D'Artagnan v seriálu BBC Tři mušketýři.

## Životopis
Narodil se v Peterboroughu v Cambridgeshire. Je italského původu: sicilského z otcovy strany a neapolského ze strany matčiny. Navštěvoval školu ve Waltonu a hodiny herectví na Stamford Art Centre.
Ucházel se o roli Tonyho Stonema v 1. sérii seriálu Skins, ale roli nakonec získal Nicholas Hoult. V seriálu se však přece jen objevil, ale až v druhé generaci v 3. a 4. sérii jako Freddie McClair. Před seriálem Skins účinkoval v několika divadelních hrách, věnoval se modelingu a také pracoval v salonu Image International, který patřil jeho otci.
Podporoval feministickou kampaň HeForShe a podle svých slov je „zavázán k rovnoprávnosti mužů a žen“.

## Filmografie
| Rok        | Název                                 | Role            | Poznámky                                        |
| ---------- | ------------------------------------- | --------------- | ----------------------------------------------- |
| 2009       | Stingers Rule!                        | Anthony         |                                                 |
| 2009       | Casualty                              | Dans            | 2 epizody                                       |
| 2009–2010  | Skins                                 | Freddie McClair | hlavní postava ve 3. a 4. sérii                 |
| 2009, 2013 | Miranda                               | Jason           | 2 epizody                                       |
| 2011–2012  | Borgiové                              | Paolo           | 7 epizod                                        |
| 2012       | Vesmírná loď Galactica – Krev a chrom | William Adama   |                                                 |
| 2012       | Sex nebo život!                       | Kev             |                                                 |
| 2012       | Zjevení                               | Greg            |                                                 |
| 2013       | Ledová archa                          | Grey            |                                                 |
| 2014       | Inside No. 9                          | Lee             | 1 epizoda                                       |
| 2014-2016  | Tři mušketýři                         | D'Artagnan      | jedna z hlavních postav                         |
| 2015       | Drunk History                         | Dick Turpin     | seriál, objevil se ve třetí epizodě první série |
| 2017       | Solar Eclips: Depth of Darkness       | DCP Jimmy       |                                                 |
| 2016       | Our Girl                              | Elvis Harte     | jedna z hlavních postav                         |